# 에콰도르개얼굴박쥐
에콰도르개얼굴박쥐(Molossops aequatorianus)는 큰귀박쥐과에 속하는 박쥐의 일종이다. 에콰도르의 토착종이다. 열대 건조림에서 서식한다. 현재 멸종위급종으로 분류하고 있다. 에콰도르개얼굴박쥐의 먹이는 곤충이다.